# Chishō Takaoka

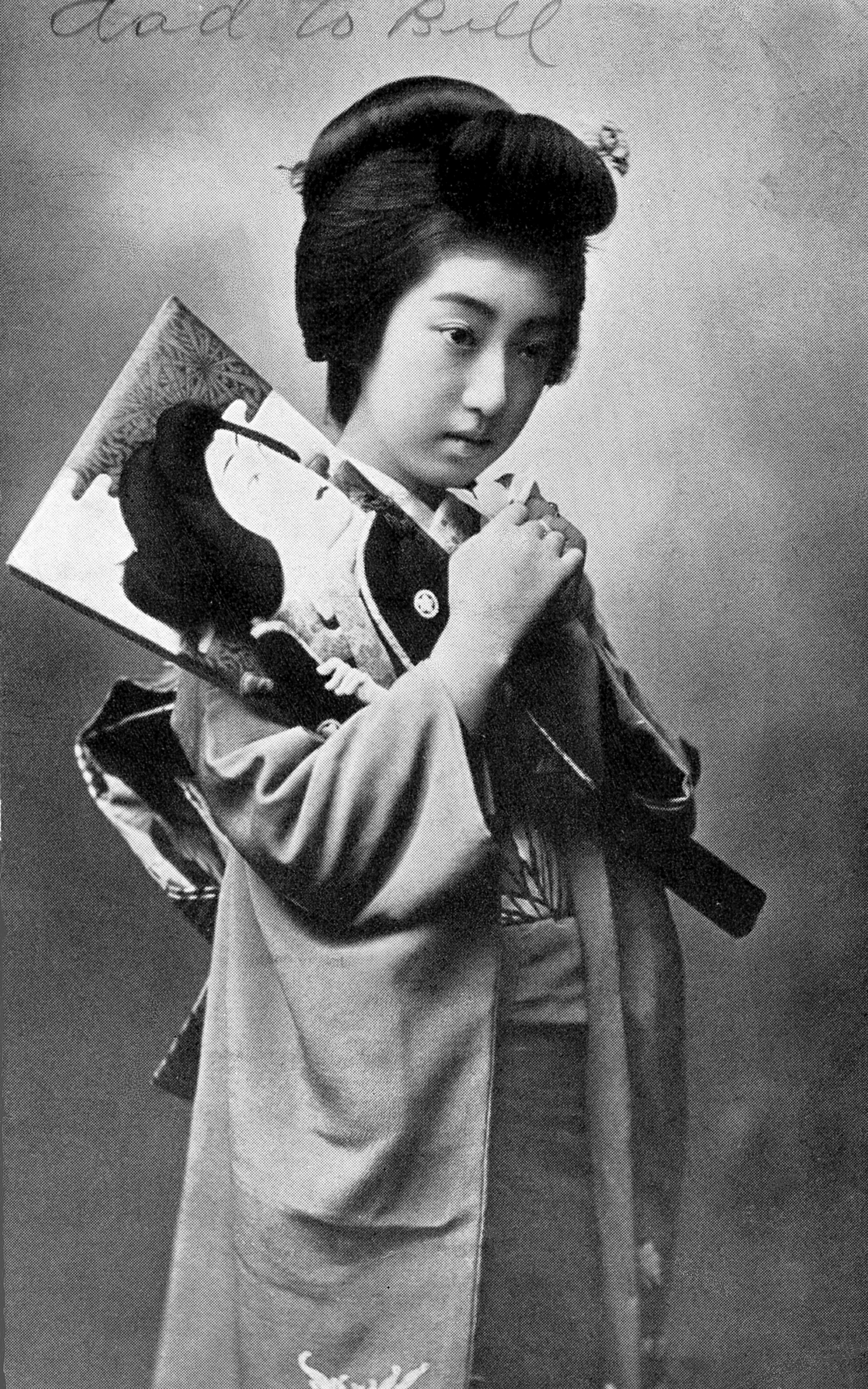
Chishō Takaoka

Chishō Takaoka (高岡 智照), född 22 april 1896 i Nara prefektur, död 22 oktober 1994, var en japansk geisha i Shinbashi som senare i livet blev buddhistnunna. Hennes namn som geisha var Chiyoha. Hon blev känd när hon högg av ett av sina fingrar för att försöka få en kund vid namn Otomine att älska henne.